# Force aérienne mexicaine
Fuerza Aérea Mexicana (ou FAM) est la branche aérienne de l'armée mexicaine et dépend du Secrétariat de la Défense nationale (SEDENA).
Selon l'International Institute for Strategic Studies[Quand ?], elle a 11 770 hommes, 107 avions de combat et 71 hélicoptères armés, néanmoins, la flotte totale serait composée de plus de 390 avions.

## Histoire

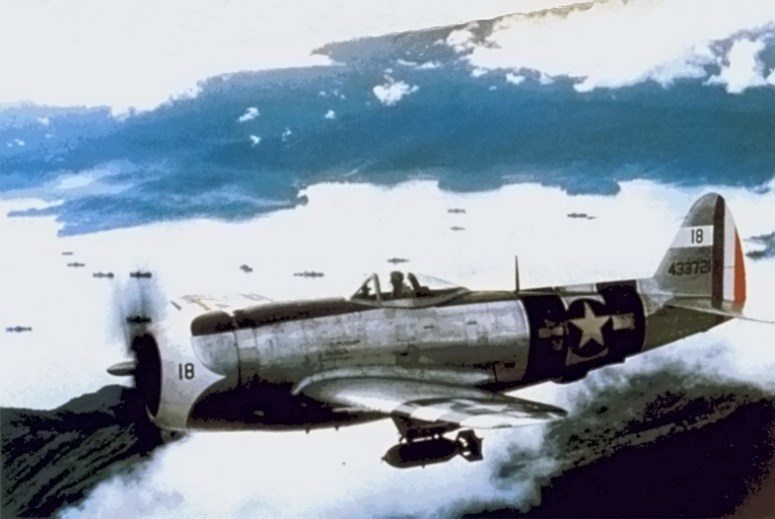
Un Republic P-47 Thunderbolt de l'escadron 201 aux Philippines.

Entré officiellement en guerre dans le camp des alliés de la Seconde Guerre mondiale en 1942, le Mexique envoie au combat une seule formation militaire, en l’occurrence la Fuerza Aérea Expedicionaria Mexicana composée de l'Escadron 201. Cet escadron créé en 1944 et formé aux États-Unis dispose de 25 Republic P-47 Thunderbolt, d'une trentaine de pilotes et trois cents autres personnels. Arrivant aux Philippines le 30 avril 1945, ceux-ci participent à 791 sorties et largue 1 457 bombes durant la bataille de Luçon et des raids sur Formose et à 2 pilotes tués durant leur formation, 5 tués durant le déploiement en zone de guerre et un personnel au sol mort de maladie.

## Structure
La direction actuelle des forces aériennes est confiée à un officier supérieur placé directement sous l'autorité du ministre de la Défense nationale. Le commandant en second de la Force aérienne est le chef d'état-major, qui supervise le chef adjoint des opérations et un chef adjoint de la gestion. L'armée de l'air mexicaine divise le territoire en quatre régions : Nord-Ouest (Mexicali, Basse-Californie), Nord (Chihuahua), Central (Mexico) et Sud (Tuxtla Gutiérrez, Chiapas), chaque région est commandée par un général.
| 1 | Santa Lucía (État de Mexico)     | 10 | Culiacán, Sinaloa                  |
| 2 | Ixtepec, Oaxaca                  | 11 | Santa Gertrudis (Chihuahua)        |
| 3 | El Ciprés (Basse-Californie)     | 12 | Ensenada (Basse-Californie)        |
| 4 | Cozumel (Quintana Roo)           | 13 | Chihuahua                          |
| 5 | Zapopan (Jalisco)                | 14 | Escobedo (Nuevo León)              |
| 6 | Tuxtla Gutiérrez (Chiapas)       | 15 | San Juan Bautista la Raya (Oaxaca) |
| 7 | Pie de la Cuesta (Guerrero)      | 16 | Ciudad Pemex (État de Tabasco)     |
| 8 | Mérida (Yucatán)                 | 17 | Copalar (Chiapas)                  |
| 9 | La Paz (Basse-Californie-du-Sud) | 18 | Hermosillo (Sonora)                |

## Grades
Les grades sont les mêmes que ceux de l'armée de terre mexicaine à l'exception des généraux.
| Grade                                     | Insigne |
| ----------------------------------------- | ------- |
| General de División - Général de division |         |
| General de Ala - Général d'Aile           |         |
| General de Grupo - Général de groupe      |         |
| Coronel - Colonel                         |         |
| Teniente Coronel - Lieutenant-colonel     |         |

| Grade                               | Insigne |
| ----------------------------------- | ------- |
| Mayor - Major                       |         |
| Capitán Primero - Premier capitaine |         |
| Capitán Segundo - Second capitaine  |         |
| Teniente - Lieutenant               |         |
| Subteniente - Sous-lieutenant       |         |

| Grade                                       | Insigne |
| ------------------------------------------- | ------- |
| Sargento Primero - Premier sergent          |         |
| Sargento Segundo - Second sergent           |         |
| Cabo - Caporal                              |         |
| Soldado de Primera - Soldat première classe |         |
| Soldado - Soldat                            |         |

## Flotte
Le Mexique a le deuxième plus gros budget de défense en Amérique latine, consacrant environ 0,5 % du PIB à ses dépenses militaires. Une croissante importante a été placée au sein de l'armée de terre et de la force aérienne sur l'acquisition de plates-formes de surveillance aérienne, des avions légers, des hélicoptères et des transports de troupes. Pour des raisons de sécurité nationale, la Force aérienne mexicaine ne divulgue pas le montant exact ou le type d'appareil dans sa flotte, mais il était estimé à 400 avions en 2011
Flotte en 2020
| Aéronefs                  | Origine         | Type                                                       | En service      | Versions        | Image           | Remarques |
| Avion de combat           | Avion de combat | Avion de combat                                            | Avion de combat | Avion de combat | Avion de combat | Avion de combat |
| ------------------------- | --------------- | ---------------------------------------------------------- | --------------- | --------------- | --------------- | --- |
| Northrop F-5 Tiger II     | USA             | Avions de combat et d'interception                         | 3               | F-5E F-5F       |                 | Le remplacement des F-5 est considéré comme une priorité depuis 2007 et en 2013, la FAM visait son remplacement à partir de 2024. |
| AWACS                     |                 |                                                            |                 |                 |                 | |
| Embraer R-99              | Brésil          | AEW&C                                                      | 1               |                 |                 | utilise un système radar Erieye (en)                                                                                              |
| Patrouille maritime       |                 |                                                            |                 |                 |                 | |
| Embraer R-99              | Brésil          | Patrouille maritime                                        | 2               | R-99            |                 | |
| Reconnaissance            |                 |                                                            |                 |                 |                 | |
| Beechcraft King Air       | USA             | surveillance                                               | 2               | 350             |                 | |
| Cessna Citation I         | USA             | surveillance                                               | 2               |                 |                 | |
| Transport                 |                 |                                                            |                 |                 |                 | |
| Boeing 737                | USA             | transport / soutien                                        | 3               | B-737-800       |                 | |
| Alenia C-27J Spartan      | Italie          | utilitaire / transport                                     | 4               |                 |                 | |
| Lockheed C-130 Hercules   | USA             | transport                                                  | 2 1             | C-130K L-100    |                 | |
| CASA C295                 | Espagne         | utilitaire / transport                                     | 8 2             | C-295M C-295W   |                 | |
| Beechcraft Super King Air | USA             | utilitaire / transport                                     | 4               | 90/350          |                 | |
| Pilatus PC-6              | Suisse          | utilitaire / transport                                     | 2               | PC-6/B2-H4      |                 | capacité ADAC |
| Turbo Commander           | USA             | transport                                                  | 2               |                 |                 | |
| Hélicoptère               |                 |                                                            |                 |                 |                 | |
| Bell 206                  | USA             | utilitaire                                                 | 27              |                 |                 | Dont 9 appareils pour l'entrainement                                                                                              |
| Bell 407                  | USA             | utilitaire                                                 | 17              |                 |                 | |
| Bell 412                  | USA             | utilitaire                                                 | 11              |                 |                 | |
| Airbus H225M Caracal      | 🇨🇵 France       | SAR / utilitaire                                           | 12              |                 |                 | 4 en commande |
| Hughes MD 500 Defender    | USA             | utilitaire léger                                           | 14              | MD 530F         |                 | |
| Mil Mi-17                 | Russie          | utilitaire                                                 | 19 ou 26        | Mi-171-V        |                 | |
| Sikorsky UH-60 Black Hawk | USA             | utilitaire                                                 | 20              | UH-60M          |                 | 7 en commande |
| Bell UH-1 Iroquois        | USA             | utilitaire                                                 | 20              | UH-1H           |                 | |
| Entraînement              |                 |                                                            |                 |                 |                 | |
| Beechcraft T-6 Texan II   | USA             | Entrainement / surveillance et contrôle de l'espace aérien | 53              | T-6C            |                 | 3 en commande |
| Pilatus PC-7              | Suisse          | Entrainement                                               | 31              |                 |                 | |
| Grob G 120TP (en)         | Allemagne       | Entrainement                                               | 25              |                 |                 | |
| SIAI Marchetti SF.260     | Italie          | Entrainement                                               | 25              |                 |                 | |
| Drone                     |                 |                                                            |                 |                 |                 | |
| Hermes 450                | Israël          | Entrainement                                               | 3               |                 |                 | |

### Aéronefs de transport présentiel et gouvernemental
Flotte en 2017
| Aéronefs                        | Origine          | Type             | En service    | Versions                | Image         | Remarques |
| Transport VIP                   | Transport VIP    | Transport VIP    | Transport VIP | Transport VIP           | Transport VIP | Transport VIP |
| ------------------------------- | ---------------- | ---------------- | ------------- | ----------------------- | ------------- | --- |
| Boeing 787                      | USA              | Avion de ligne   | 1             | B-787-8 Dreamliner      |               | « José María Morelos y Pavón », Force aérienne mexicaine TP-1 Transporte Presidential 1 immatriculation XC-MEX Actuellement stocké au Mexique, auparavant aux États-Unis, pour sa mise en vente ou sa location |
| Boeing 757                      | USA              | Avion de ligne   | 1             | B757-225WIN             |               | TP-2 / XC-UJM |
| Boeing 737                      | USA              | Avion de ligne   | 1             | B-737-300 B-737-322     |               | TP-03 / XC-LJG TP-04 / XC-UJB |
| Gulfstream III                  | USA              | Avion d'affaires | 1             |                         |               | TP-06 / XC-LOI |
| Gulfstream G550                 | USA              | Avion d'affaires | 1             |                         |               | TP-07 / XC-LOK |
| Gulfstream G150                 | USA              | Avion d'affaires | 1             |                         |               | TP-08 / XC-LOH |
| Beechcraft King Air 350         | USA              | Avion d'affaires | 2             | 350ER                   |               | TP-09 / ? TP-10 ou TP-08? / XC-LOB |
| Learjet 35                      | USA              | Avion d'affaires | 1             | 35A 36A                 |               | TP-104 / XC-IPP TP-105 / XC-UJP |
| Gulfstream G150                 | USA              | Avion d'affaires | 1             |                         |               | TP-08 / XC-LOH |
| Airbus H225 Super Puma          | Union européenne | Hélicoptère      | 2             |                         |               | TPH-01 / XC-FAM TPH-02 / XC-EMP |
| Eurocopter EC225 Super Puma     | France           | Hélicoptère      | 2             | EC 225LP Super Puma II+ |               | TPH-01? / XC-LKV TPH-02? / XC-LKO |
| Aérospatiale AS332 Super Puma   | France           | Hélicoptère      | 3             | AS 332L Super Puma      |               | TPH-03 / XC-UHV TPH-08 / XC-UHU TPH-06 / XC-UHP L'appareil TPH-06 (s/n 2084) immatriculé XC-UHP (ou XC-UHM) s'est écrasé le 11 novembre 2011 tuant ses huit occupants dont le ministre de l'Intérieur.         |
| AgustaWestland AW109SP GrandNew | Italie           | Hélicoptère      | 4             | AW109SP GrandNew        |               | XC-LNO XC-LNP XC-LNR XC-LNV (2014) En service depuis 2013 |

La marine utilise également un Gulfstream G450 (XC-LMF) pour le transport présidentiel.
Ancien aéronefs de transport présentiel et gouvernemental
| Aéronefs               | Origine       | Type           | Nombre        | Versions      | Période de service | Image         | Remarques                                              |
| Transport VIP          | Transport VIP | Transport VIP  | Transport VIP | Transport VIP | Transport VIP      | Transport VIP |                                                        |
| ---------------------- | ------------- | -------------- | ------------- | ------------- | ------------------ | ------------- | ------------------------------------------------------ |
| Lockheed L-188 Electra | USA           | Avion de ligne | 1             | L-188A        | mars 1980 - ?      |               | Force aérienne mexicaine TP-4 / immatriculation XC-UTA |